# Box Car Racer

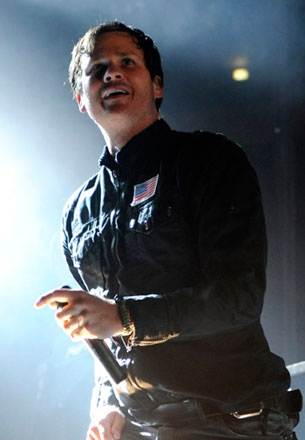
Tom DeLonge

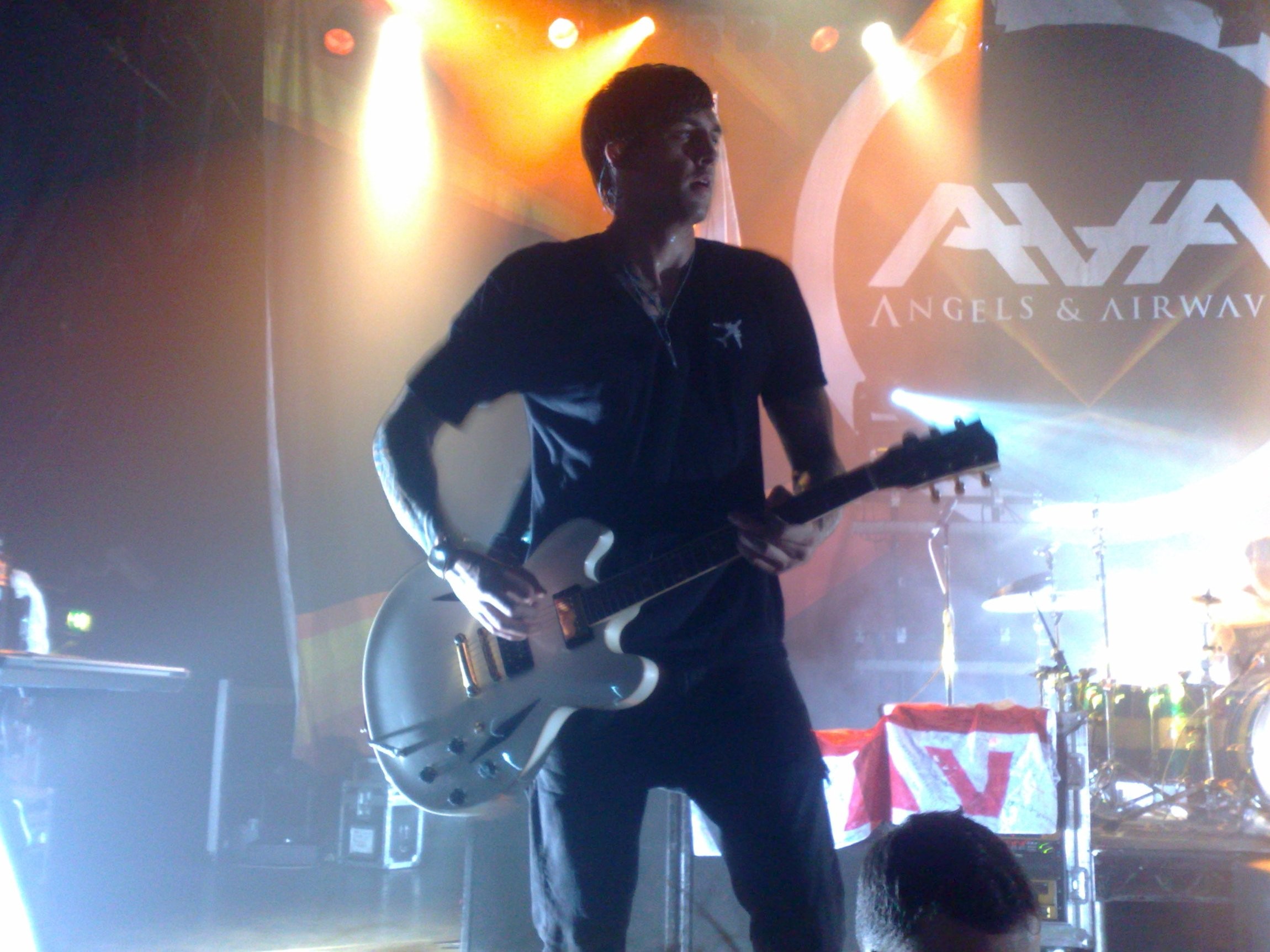
David Kennedy

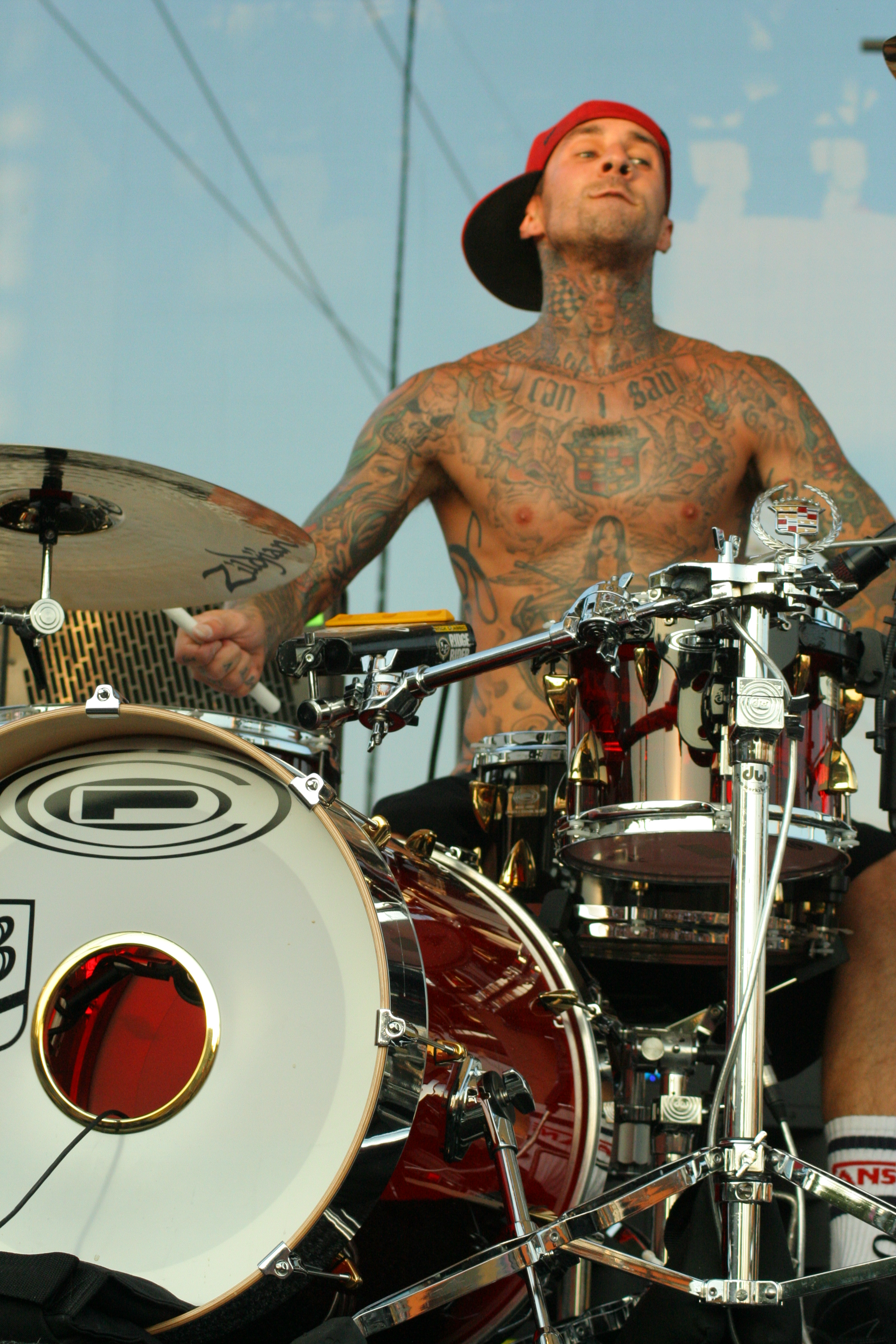
Travis Barker

Box Car Racer war eine von 2002 bis 2003 bestehende Punkband, die aus Tom DeLonge und Travis Barker von blink-182 und David Kennedy von Hazen Street und Over My Dead Body bestand. Als Tour-Bassist fungierte Anthony Celestino. Mit Box Car Racer zollte DeLonge unter anderem seinen Post-Hardcore-Einflüssen wie Jawbox, Quicksand, Fugazi und Refused Tribut.

## Geschichte
Das Projekt begann 2002, als eine Tour von blink-182 aufgrund von DeLonges Rückenproblemen gestrichen werden musste. DeLonge und Schlagzeuger Travis Barker gründeten die Band ursprünglich aus Langeweile. Die Idee begann bei Sessions während der Aufnahme des Albums Take Off Your Pants and Jacket, bei denen DeLonge Akustikgitarre spielte. Die neugegründete Band sollte The Kill genannt werden, das erste Album Et Tu, Brute. Man entschied sich schlussendlich doch für Box Car Racer, den Namen einer Band, in der Barker kurz nach seinem Schulabschluss gespielt hatte.
Im Dezember 2001 begann die Band, das erste und einzige Album, Box Car Racer, einzuspielen. Als Produzent wurde Jerry Finn verpflichtet. Tom DeLonge schrieb für das Album bewusst ernstere und nachdenklichere Themen, die auch von den Depressionen aufgrund seiner andauernden Rückenprobleme beeinflusst wurden. Auf Box Car Racer spielte DeLonge neben der Rhythmusgitarre auch Bass, für Konzerte wurde Anthony Celestino engagiert. Der erste Live-Auftritt der Band (mit Celestino) fand am 1. April 2002 statt.
Am 21. Mai 2002 erschien schließlich Box Car Racer, das in den US-amerikanischen Charts den zwölften Platz erreichte. In den britischen, australischen, kanadischen, deutschen und irischen Charts erreichte es die Plätze 27, 30, 7, 89 und 49. Das Album wurde von der CRIA mit Gold ausgezeichnet, die Single I Feel So erreichte den 120. Platz in den Billboard 200, den achten in den Modern Rock- und den 41. in den britischen Charts. Die zweite Singleauskopplung There Is konnte sich zwar nicht in den Billboard 200, dafür jedoch in den Modern Rock-Charts auf Rang 32 platzieren.
Box Car Racer ist ein Konzeptalbum, das von einem Jungen handelt, der eine düstere Zukunft sieht, in der eine gierige Regierung die Erde zerstört. Mit einer Gruppe von Außenseitern flieht er vor der Katastrophe und verliebt sich dabei in eine der Flüchtigen. Diverse Künstler aus dem Alternative- und Punk-Bereich haben Gastauftritte. So sind Tim Armstrong und Jordan Pundik von Rancid und New Found Glory auf "Cat Like Thief" zu hören. Auch der Bassist von blink-182, Mark Hoppus, beteiligte sich an dem Album. Das Album unterscheidet sich unter anderem von den Veröffentlichungen blink-182s durch die introspektivere und dunklere Musik und die ernsteren, ohne den typischen Humor von blink-182 auskommenden Texte. Es wird vermutet, dass Box Car Racer das fünfte, mit dem Bandnamen betitelte Album blink-182s beeinflusste, da es auch eine eher dunklere und ernstere Atmosphäre besitzt als die vorhergehenden Alben.
Box Car Racer wurde von der Kritik positiv aufgenommen, es wurde unter anderem von Sputnikmusic, dem Slant Magazine, IGN, PopMatters, AbsolutePunk und Allmusic positiv bewertet. In einer Rezension zu I Feel So nannte Sarah Dempster vom New Musical Express den Song "besser als alles von blink-182".
Im Oktober 2002 begann die Band die erste Tour, für die The Used als Vorband engagiert wurden. Obwohl Box Car Racer während der Tour einen neuen Song geschrieben hatten, fand das letzte Konzert am 17. Dezember 2002 statt. Tom DeLonge gab an, dass er sich gut vorstellen könnte, eines Tages wieder mit Box Car Racer auf der Bühne zu stehen, sich jedoch nun auf blink-182 und ihr fünftes Album konzentrieren wollte. Damit galt die Band als aufgelöst.
DeLonge gründete im Jahr 2005 die Alternative-Rock-Band Angels & Airwaves, die er als Nachfolgeprojekt von Box Car Racer ansah. Die letzten von Box Car Racer geschriebenen Songs wurden für das erste Studioalbum der Band, We Don’t Need to Whisper, verwendet.

## Diskografie

### Alben
- 2002: Box Car Racer

### Singles
- 2002: I Feel So
- 2003: There Is

## Trivia
- Der Song And I ist auch auf dem Soundtrack des Videospieles ATV Quad Power Racing 2 zu finden und kann im Spiel während der Rennen oder im Freestyle-Modus im Hintergrund gehört werden.
- Die Band coverte den Song Mandy von Barry Manilow bei einigen ihrer Konzerte.
- Den unveröffentlichten Song Dance with Me spielten Box Car Racer bei einigen wenigen Liveauftritten.
- Angels & Airwaves covern auf ihren Konzerten hin und wieder Songs von Box Car Racer.
- Box Car Racer-Poster sind z. B. im Film … und dann kam Polly und in den TV-Serien Meine wilden Töchter und Still Standing zu sehen.
- Für das 2010 erschienene Album Love nahmen Angels & Airwaves Letters to God, Part II auf, ein Sequel zum Box Car Racer-Song Letters to God.
- Der Song I Feel So ist auch auf dem Soundtrack des Videospieles SX Superstar zu finden und kann im Spiel im Hintergrund gehört werden.